# Down Town/Yasashisa ni tsutsumareta nara
Down Town/Yasashisa ni tsutsumareta nara (ＤＯＷＮ ＴＯＷＮ／やさしさに包まれたなら? lett. "Centro della città / Abbracciato dalla tenerezza") è il diciannovesimo singolo della cantante giapponese Maaya Sakamoto. Down Town è stato utilizzato come sigla d'apertura per l'anime Eppur... la città si muove! mentre Yasashisa ni tsutsumareta nara è la sigla dell'OAV Tamayura e la sigla di chiusura per Majo no Takkyūbin. È il primo singolo della Sakamoto ad essere pubblicato in versione CD+DVD.
Tutti e tre i brani presenti nel singolo sono cover di vecchi successi degli anni settanta: Down Town era originariamente cantata dal gruppo giapponese Sugar Babe, Yasashisa ni tsutsumareta nara è una cover di Yumi Arai mentre Kanashikute yarikirenai era un successo dei The Folk Crusaders.

## Tracce
CD singolo
CD
1. Down Town - 3:58
2. Yasashisa ni tsutsumareta nara (やさしさに包まれたなら) - 3:55
3. Kanashikute yarikirenai (悲しくてやりきれない) - 4:11
4. Down Town (Instrumental) - 3:58
5. Yasashisa ni tsutsumareta nara (Instrumental) - 3:55
6. Kanashikute yarikirenai (Instrumental) - 4:11

Durata totale: 26:08
DVD
1. Down Town (PV)

## Classifiche
| Classifica (2010)                        | Posizione più alta |
| ---------------------------------------- | ------------------ |
| Giappone (Classifica settimanale Oricon) | 5                  |